# Harrietella simulans
Harrietella simulans är en kräftdjursart som först beskrevs av T. Scott 1894.  Harrietella simulans ingår i släktet Harrietella och familjen Laophontidae. Arten har ej påträffats i Sverige. Inga underarter finns listade i Catalogue of Life.